# 민회
민회(citizens' assembly) 또는 시민총회는 일반 주민 중에서 추첨으로 선출된 사람들의 모임으로, 중요한 공공 문제를 논의하여 영향력을 행사하는 모임이다. 기타 심의 소규모 공공 모임에는 시민 배심원단, 시민 패널, 인민 패널, 인민 배심원단, 정책 배심원단, 합의 회의 및 시민 대회가 있다.

## 사역

### 고대 아테네

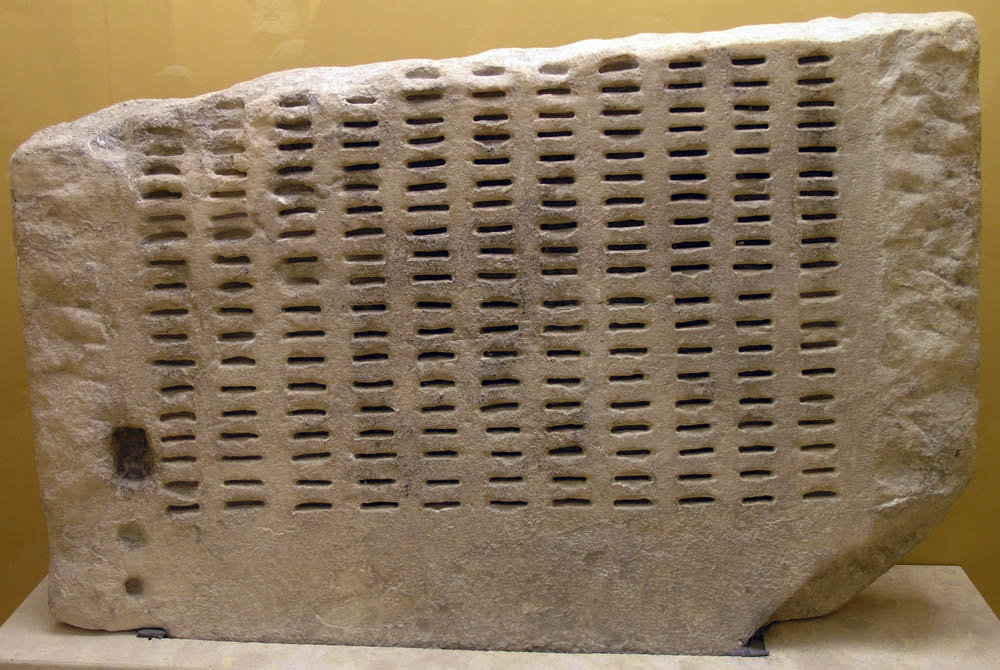
고대 아고라 박물관(아테네)의 클레로테리온(kleroterion)

아테네 민주주의에서는 추첨을 통해 선정되기 위해 시민들이 스스로 선택 가능한 풀에서 자신을 선택한 다음, 클레로테리아 기계에서 추첨을 실시했다.

## 같이 보기
- 로마 공화국 민회
- 로마 민회
- 에클레시아